# Габріела Кучерова
Габріела Кучерова (нім. Gabriela Kučerová; нар. 28 листопада 1977) — колишня німецька тенісистка.
Найвищу одиночну позицію світового рейтингу — 180 місце досягла 27 липня 1998, парну — 252 місце — 9 листопада 1998 року.
Здобула 4 одиночні та 3 парні титули туру ITF.
Завершила кар'єру 2002 року.

## Фінали ITF
| Легенда         |
| --------------- |
| турніри $50,000 |
| турніри $25,000 |
| турніри $10,000 |

### Одиночний розряд (4–2)
| Результат | Ранг | Дата              | Турнір                           | Покриття  | Суперниця              | Рахунок       |
| --------- | ---- | ----------------- | -------------------------------- | --------- | ---------------------- | ------------- |
| Поразка   | 1.   | 5 жовтня 1997     | Лангенталь, Швейцарія            | Килим (i) | Гелена Вілдова         | 3–6, 2–6      |
| Перемога  | 1.   | 23 листопада 1997 | Довіль (Кальвадос), Франція      | Килим (i) | Любомира Бачева        | 6–3, 7–6      |
| Перемога  | 2.   | 25 січня 1998     | Маямі, США                       | Тверде    | Лілія Остерло          | 6–2, 6–1      |
| Перемога  | 3.   | 12 квітня 1998    | Кальві (Верхня Корсика), Франція | Тверде    | Нансі Фебер            | 7–5, 6–1      |
| Поразка   | 2.   | 22 серпня 1999    | Коксейде, Бельгія                | Ґрунт     | Софі Ерр               | 7–5, 6–7, 2–6 |
| Перемога  | 4.   | 28 листопада 1999 | Майорка, Іспанія                 | Ґрунт     | Оана Елена Голімбйоскі | 6–1, 6–2      |

### Парний розряд (3–1)
| Результат | Ранг | Дата             | Турнір               | Покриття   | Партнерка          | Суперниці                        | Рахунок  |
| --------- | ---- | ---------------- | -------------------- | ---------- | ------------------ | -------------------------------- | -------- |
| Перемога  | 1.   | 22 червня 1997   | Таллінн, Естонія     | Тверде     | Магдалена Кучерова | Нора Кевеш Кірсі Лампінен        | 6–4, 6–1 |
| Перемога  | 2.   | 10 серпня 1997   | Падерборн, Німеччина | Ґрунт      | Магдалена Кучерова | Забіне Луттер Катя Польманн      | 6–4, 6–2 |
| Перемога  | 3.   | 14 грудня 1997   | Острава, Чехія       | Килим (i)  | Магдалена Кучерова | Міхаела Паштікова Лібуше Прушова | 6–3, 6–4 |
| Поразка   | 1.   | 1 листопада 1998 | Пуатьє, Франція      | Тверде (i) | Радка Пеліканова   | Ольга Лугіна Олена Макарова      | 0–6, 1–6 |